# Nõmme Kalju FC
El Nõmme Kalju FC és un club de futbol estonià del districte de Nõmme de Tallinn.

## Història

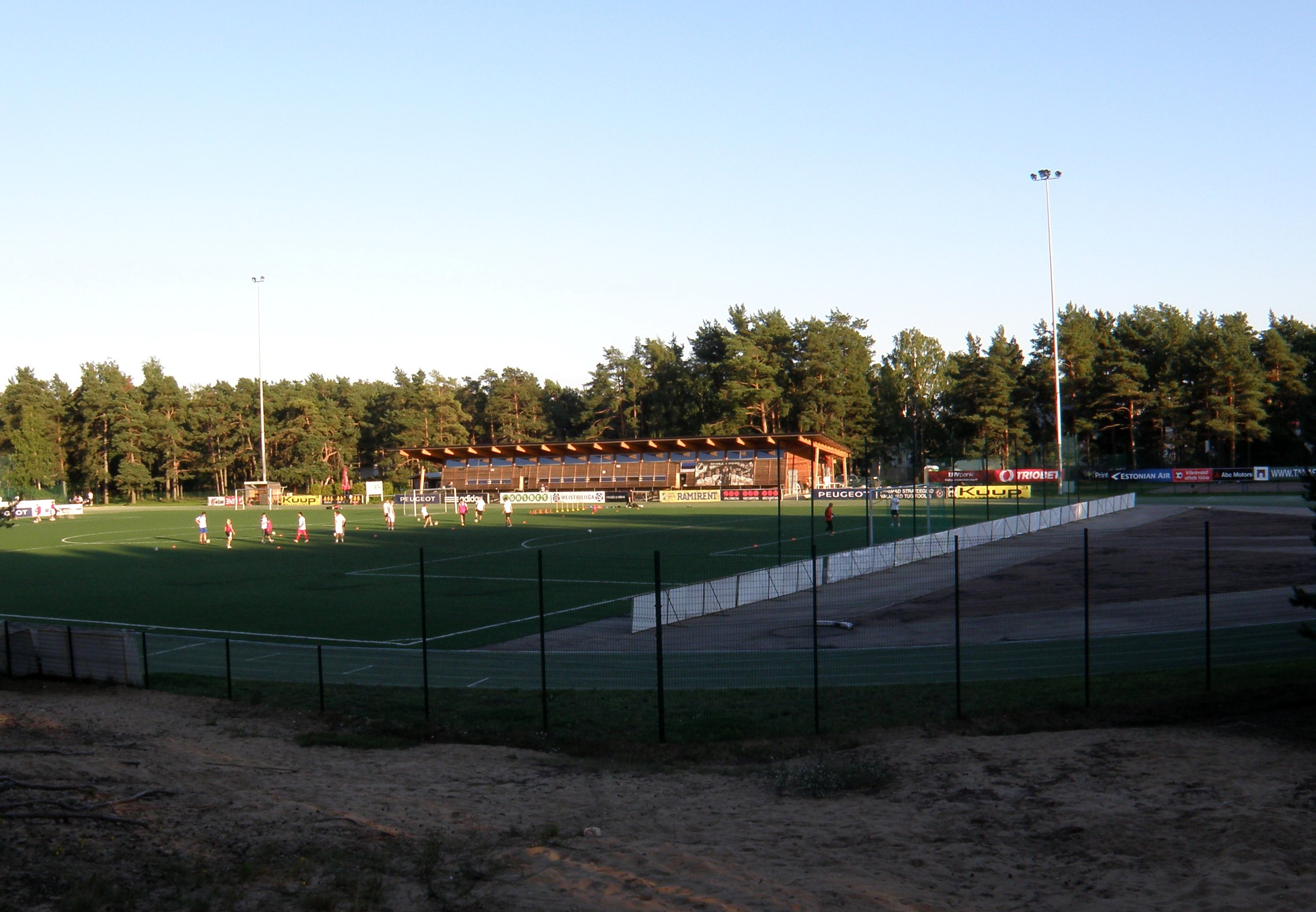
Estadi Hiiu, seu del club.

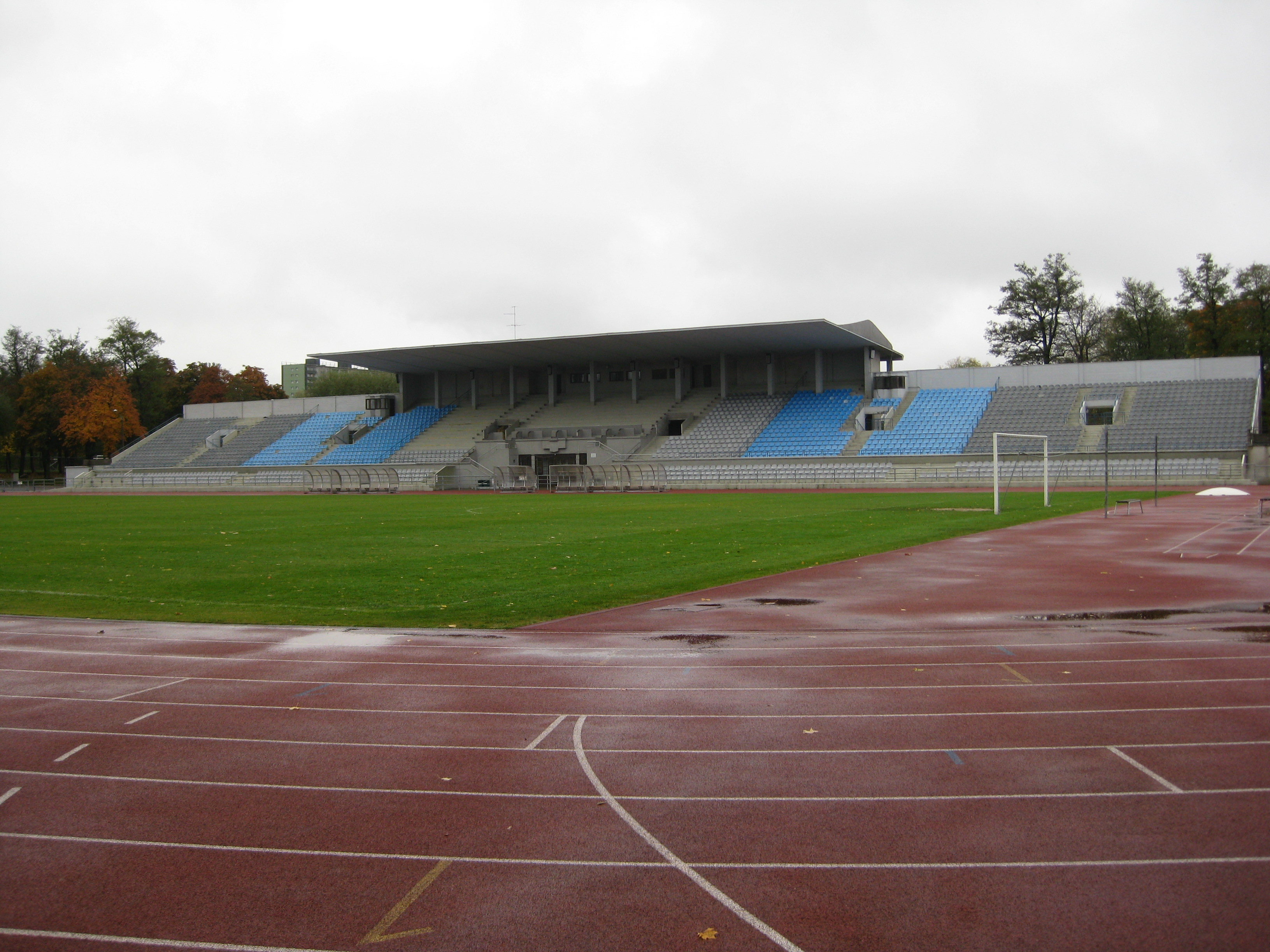
Estadi Kadriorg, on jugà entre 2012 i 2014, amb capacitat per a 5000 espectadors.

El club va ser fundat el 1923 com una secció del club Nõmme Spordiklubi Kalju, mantenint-se en actiu fins a la Segona Guerra Mundial. Fou re-fundat el 1997 per l'antic entrenador de la selecció Uno Piir, Anton Siht i Värner Lootsmann amb el nom Nõmme Jalgpalliklubi Kalju. L'any 2007 aconseguí l'ascens a la primera divisió per primer cop. L'any 2012 guanyà la seva primera lliga. El 2014 esdevingué Nõmme Kalju Football Club.

## Palmarès
- Lliga estoniana de futbol: 
  - 2012

- Copa estoniana de futbol: 
  - 2014-15